# امام‌آباد (دشتی)
امام‌آباد، (دمنالو) روستایی است از توابع بخش کاکی در شهرستان دشتی استان بوشهر ایران، در حاشیه رود مند قرار دارد. روستای خانی مقابل این روستا و در طرف دیگر رود مند است.

## جمعیت
این روستا در دهستان چغاپور قرار داشته و بر اساس سرشماری سال ۱۳۸۵ جمعیت آن ۲۱۴ نفر (۴۰ خانوار) بوده است.